# Flacourtia territorialis
Flacourtia territorialis är en videväxtart som beskrevs av H.K. Airy Shaw. Flacourtia territorialis ingår i släktet Flacourtia och familjen videväxter. Inga underarter finns listade i Catalogue of Life.